# Dianthus leucophaeus
Dianthus leucophaeus là loài thực vật có hoa thuộc họ Cẩm chướng. Loài này được Sm. mô tả khoa học đầu tiên năm 1809.